# Nationaal park Jotunheimen
Het nationaal park Jotunheimen (Noors: Jotunheimen nasjonalpark) is een nationaal park in Noorwegen. Het nationale park van circa 1151 km² omvat het hooggebergte Jotunheimen. Er zijn circa 250 toppen boven de 1900 meter, waaronder de Galdhøpiggen met 2469 meter en de Glittertind met 2465 meter. Het gebergte Hurrungane is ook een onderdeel van het park.
Het park ligt in de provincies Innlandet en Vestland. Onder andere rendieren, elanden, herten, wolven en lynxen komen hier voor. Er zijn diverse meren zoals Gjende (met de bekende bergkam Besseggen), Bygdin en Vinstri.
In Lom bevindt zich het Norsk Fjellmuseum met informatie over het nationaal park Jotunheimen en Jotunheimen.